# Espécie não avaliada
Uma espécie não avaliada (NE) é uma que foi categorizada na Lista Vermelha da União Internacional para a Conservação da Natureza e dos Recursos Naturais como não estudada pela IUCN.